# George Smitherman
George Smitherman, né en 1964, est un homme politique canadien. Il a représenté à l'Assemblée législative de l'Ontario la circonscription provinciale de Toronto-Centre durant plus de 10 ans, de 1999 à 2010. Durant son mandat, il a été Ministre de la Santé et des Soins de longue durée, Ministre de l'Énergie et de l'Infrastructure et Vice-Premier ministre de l'Ontario.
Candidat libéral à la mairie de Toronto en 2010, il s'incline face à son adversaire conservateur Rob Ford avec 36,5 % du vote populaire.
Il est le premier Membre du Parlement provincial de l'Ontario ouvertement homosexuel.